# Seri

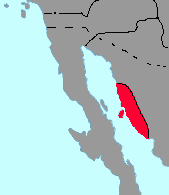
Distribució de la llengua seri

El seri és una llengua indígena americana parlada pels seris, un poble indígena que viu a la costa de Sonora, al nord-oest de Mèxic. La comunitat lingüística seri és reduïda; no sobrepassava els 800 individus l'any 2010 (segons el cens oficial), per la qual cosa es tracta d'una llengua en risc. No obstant això, gairebé tota la comunitat seri, inclosos els nens, parla la llengua. Per tant, és una de les llengües indígenes a Mèxic encara molt parlada orgullosament dins de la comunitat seri. El 1950 hi havia menys de 250 membres del grup.

## El nom de la llengua
El nom seri és un exònim per al grup ètnic que s'ha usat des dels primers contactes amb els espanyols (de vegades escrit d'una altra manera, com ceres). Gilg va informar en 1692 que era un terme espanyol, però segurament era el nom donat per un altre grup de la zona al poble seri. No obstant això, afirmacions modernes que és un nom yaqui que significa 'homes de la sorra' o nom ópata que significa 'els que corren ràpid' no tenen fonament.
El nom propi per a la llengua dins de la comunitat és cmiique iitom, que contrasta amb cocsar iitom ("espanyol") i maricaana iitom ("anglès"). L'expressió és una frase nominal que és literalment '(allò) amb què una persona seri parla'. La paraula cmiique (fonèticament [ˈkw̃ĩːkːɛ]) és el substantiu singular per a "persona seri". La paraula iitom és la nominalització obliqua del verb intransitiu caaitom 'parlar', amb el prefix i- (posseïdor de tercera persona) i el prefix nul pel nominalitzador amb aquesta classe d'arrel. Una altra expressió similar que s'escolta de tant en tant per a la llengua és cmiique iimx, que és una construcció similar basada en el verb transitiu *quimx "dir, relatar" (arrel = amx).
El nom escollit pel comitè per usar-se en el títol del diccionari era comcaac quih yaza, que és la versió plural de cmiique iitom. Era apropiat per a un projecte d'aquest tipus, encara que no és el terme més usat comunament. Comcaac (fonèticament [koŋˈkɑːk]) és la forma plural de cmiique i yaza és la nominalització corresponent a la paraula iitom, ooza sent l'arrel plural, i i- (amb canvi en la vocal que segueix) sent el nominalitzador; el prefix per al posseïdor de tercera persona s'elideix abans de la i. La paraula quih és un determinant singular (que combina amb el substantiu plural per designar la comunitat seri).

## Classificació genètica
El seri s'ha inclòs com a membre de la proposta gran família hipotètica hoka, primer com a part del grup yuma-cochimí, i després com l'única representant viva de l'hipotètic grup seri-salinià. La relació entre el seri i el salinan de Califòrnia va ser proposada fa més de setanta anys, però ha estat discutida recentment. Àdhuc s'ha posat en dubte la relació del seri a la suposada família hoka, també per falta d'evidència contundent. Segons això, el seri constituiria una llengua aïllada.
No obstant la interacció que els seris han tingut amb parlants d'altres llengües de la zona (llengües utoasteques com el yaqui i l'o'odham, entre altres) i amb l'espanyol, la llengua no mostra molta influència lèxica d'aquest contacte.
La taula següent mostra els sistemes pronominals d'altres famílies lingüísticas cercanas al Seri:
| GLOSSA              | Pomo              | Seri                                                           | Proto- yuma | Chumash                  | Guaicura |
| ------------------- | ----------------- | -------------------------------------------------------------- | ----------- | ------------------------ | -------- |
| 1a persona singular | ha(ʔaˑ)           | /ʔɛ/ (indep.) /ʔ-/, /ʔp-/ (subjecte, tr., intr.) ʔi- (posses.) | *ʔənya      | noi                      | be       |
| 2a persona singular | ma                | /mɛ/ (indep.) /m-/ (subjecte) /mi-/ (posses.)                  | *ma-        | pii                      | li       |
| 3a persona singular | mip (m.) mit (f.) | (/tiiχ/, demostrativo) Ø (nul, subjecte) /i-/ (posses.)        | *pa-        | kai (c.) qòlò (d.)       | tutan    |
| 1a persona plural   | wa                | (= 1 sg, indep.) /ʔa-/ (subjecte) (= 1 sg., posses.)           | *-ʔnya+PLU  | kiku                     | kate     |
| 2a persona plural   | mal               | (= 2 pl, indep.) /ma-/ (subjecte) (= 2 pl, posses.)            | *-ma+PLU    | piku                     | peti     |
| 3a persona plural   | bek               | (/taaχ/, demostratiu) Ø (nul, subjecte) /i-/ (posses.)         | ?           | kaiwum (c.) qòlòwum (d.) | tukava   |

Com pot veure's de l'anterior taula, hi ha semblances entre els morfemes pronominals d'algunes d'aquestes llengües, la qual cosa ha impulsat la comparació d'aquestes llengües i les propostes de relacions genètiques entre elles.
Quant a la semblança del vocabulari les concordances són poques, el projecte ASJP Arxivat 2014-01-27 a Wayback Machine. sembla apuntar que la major coincidència lèxica es dona amb el saliner, una altra llengua aïllada, per la qual s'ha conjecturat la seva pertinença al grup hoka.

## Fonologia

### Vocals
El seri té quatre vocals /ɑ, i, i, o/, totes elles poden ser allargades /ɑː, iː, iː, oː/. L'allargament vocàlic només té valor fonèmic en les síl·labes tòniques. Les vocals no-arrodonides anteriors baixes /i, i/ són semiobertes segons la classificació fonètica, i es poden realitzar aproximadament com [/ɛ, ɛː/] o també [/æ, æː/]. Les vocals no arrodonides /i, i, a/ articulades usualment com [/i ɛ ɑ/], es realitzen com els diftongs [iŭ ɛŏ ɑŏ] quan són seguides per les vocals arrodonides /kʷ xʷ χʷ/.
La següent taula resumeix els fonemes vocàlics:
|             | Anterior | Posterior |
| ----------- | -------- | --------- |
| Tancada     | i, iː    |           |
| Semitancada |          | o, oː     |
| Semioberta  | ɛ, ɛː    |           |
| Oberta      |          | ɑ, ɑː     |

### Consonants
El fonema /ɾ/ només es presenta en préstecs lingüístics. El fonema /l/ es presenta en préstecs lingüístics i en algunes paraules natives, en algunes de les quals pot alternar amb el fonema /ɬ/, depenent del parlant. Altres consonants poden trobar-se en préstecs recents, com [ɡ] en hamiigo (de l'espanyol amigo), o bé, [β] en hoova (de l'espanyol uva, raïm).
La fricativa labial /ɸ/ pot tenir un al·lòfon de la labiodental [f] entre alguns parlants, i la fricativa postalveolar /ʃ/ és *suceptible convertir-se en la retroflexa [ʂ].
En síl·labes àtones, /m/ s'assimila al punt d'articulació de la següent consonant (que pot estar en la següent paraula), com en comcáac /komˈcaːk/ gent seri, que es pronuncia [koŋˈcaːk]. Quan /m/ és precedida per /k/ o /kʷ/, es converteix en l'aproximant nasalitzada [w̃] i la següent vocal es nasalitza, com en cmiique /kmiːkɛ/ persona seri, que es pronuncia [ˈkw̃ĩːkːɛ] o [ˈkw̃ĩːkːi]. Alguns parlants articulen la consonant /m/ al final d'una enunciat (o frase fonològica) com [ŋ].
|            |          | Bilabial | Dental | Alveolar | Post- alveolar | Palatal | Velar    | Velar   | Uvular | Uvular | Glotal |
| Senzilla   | Labial.  | Bilabial | Dental | Alveolar | Post- alveolar | Palatal | Senzilla | Labial. |        |        | Glotal |
| ---------- | -------- | -------- | ------ | -------- | -------------- | ------- | -------- | ------- | ------ | ------ | ------ |
| Oclusiva   | Oclusiva | p        | t      |          |                |         | k        | kʷ      |        |        | ʔ      |
| Nasal      | Nasal    | m        | n      |          |                |         |          |         |        |        |        |
| Fricativa  | Central  | ɸ        |        | s        | ʃ              |         | x        | xʷ      | χ      | χʷ     |        |
| Fricativa  | Lateral  |          |        | ɬ        |                |         |          |         |        |        |        |
| Vibrant    | Vibrant  |          |        | (ɾ)      |                |         |          |         |        |        |        |
| Aproximant | Central  |          |        |          |                | j       |          |         |        |        |        |
| Aproximant | Lateral  |          |        | (l)      |                |         |          |         |        |        |        |

### Estratègies fonològiques
És comú en el seri la presència de més de tres consonants juntes en el principi o el final d'una síl·laba. És similar sobre aquest tema a l'anglès, el qual permet combinacions de tres consonants com en spray (espanyol: atomizador) i acts (espanyol: actos). No obstant això, aquest tipus de combinacions en la llengua anglesa estan més o menys restringits. Per exemple, l'anglès permet spr- però no *ptk-, el qual apareix en vocables seris com ptcamn "llagosta marina".
Els clusters de quatre consonants són menys comunes, per exemple, en /kʷsχt/ en cösxtamt ("hi haurà molts..."); o bé, /mxkχ/ en ipoomjcx ("si ell ho porta...").

### Accent
L'accent prosòdic sembla caure en la primera síl·laba de l'arrel, mentre que els sufixos mai s'accentuen i els prefixos només reben l'accent com a resultat de la seva fusió fonològica amb l'arrel. No obstant això, hi ha paraules que semblen ser excepcionals. Es tracta principalment dels substantius, així com d'alguns verbs, l'accent dels quals pot trobar-se després de la primera síl·laba de l'arrel. Una anàlisi alternativa, proposat recentment, situa l'accent en la penúltima síl·laba de l'arrel, però també sensible al pes de la síl·laba. Una síl·laba pesada (amb dues vocals, o amb consonants en la coda després d'excloure l'última consonant de l'arrel que es considera extramètrica) atreu l'accent. Aquesta anàlisi pot explicar la ubicació de la majoria dels exemples, encara que segueix havent-hi excepcions.

## Alfabet
L'ortografia pràctica usada comunament per als texts seris usa les següents correspondències entre grafemes i fonemes:
| L'abecedari seri | L'abecedari seri | L'abecedari seri | L'abecedari seri | L'abecedari seri | L'abecedari seri | L'abecedari seri | L'abecedari seri | L'abecedari seri | L'abecedari seri | L'abecedari seri | L'abecedari seri | L'abecedari seri | L'abecedari seri | L'abecedari seri | L'abecedari seri | L'abecedari seri | L'abecedari seri | L'abecedari seri | L'abecedari seri | L'abecedari seri | L'abecedari seri | L'abecedari seri | L'abecedari seri |
| ---------------- | ---------------- | ---------------- | ---------------- | ---------------- | ---------------- | ---------------- | ---------------- | ---------------- | ---------------- | ---------------- | ---------------- | ---------------- | ---------------- | ---------------- | ---------------- | ---------------- | ---------------- | ---------------- | ---------------- | ---------------- | ---------------- | ---------------- | ---------------- |
| A                | C¹               | Cö               | E                | F                | H                | I                | J                | Jö               | L                | Ḻ                | M                | N                | O                | P                | Qu²              | R                | S                | T                | X                | Xö               | Y                | Z                |                  |
| a                | c                | cö               | e                | f                | h                | i                | j                | jö               | l                | ḻ                | m                | n                | o                | p                | qu               | r                | s                | t                | x                | xö               | y                | z                |                  |
| Valors fonètics  |                  |                  |                  |                  |                  |                  |                  |                  |                  |                  |                  |                  |                  |                  |                  |                  |                  |                  |                  |                  |                  |                  |                  |
| ɑ                | k                | kʷ               | ɛ                | ɸ                | ʔ                | i                | x                | xʷ               | ɬ                | l                | m                | n                | o                | p                | k                | ɾ                | s                | t                | χ                | χʷ               | j                | ʃ                |                  |

1. Es pronuncia /k/ abans de /ɑ/ i /o/, ej.: caa, "moldre"; coos, "cantar".
2. Es pronuncia /k/ abans de /ɛ/ i /i/, ej.: quee, "mergo copetón"; quis, "cru".

Les vocals llargues /ɑː/, /ɛː/, /iː/, /oː/, s'escriuen en l'alfabet pràctic amb doble vocal <aa>, <ee>, <ii> y <oo> respectivament. Aquestes no són considerades com a lletres independents en l'abecedari seri.